# Peergroup (psychologie)

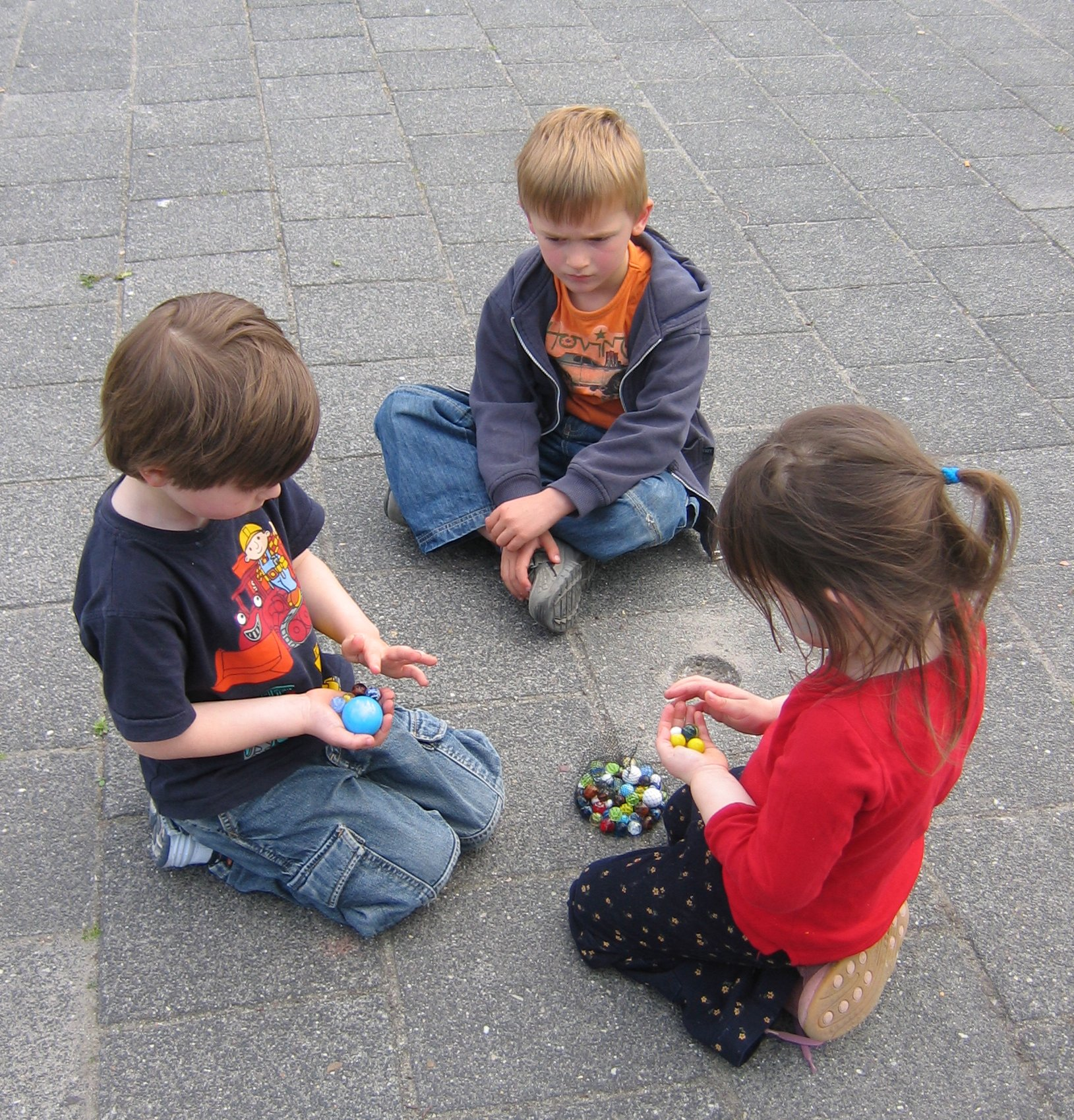
Kinderen als peergroup

Een peergroup is een groep mensen uit de samenleving, die een vergelijkbare leeftijd, status, belang of belangstelling hebben en gemeenschappelijke gedragscodes. Een peergroup wordt ook wel de 'vriendengroep' of 'vriendenkring' genoemd.
Een peergroup kan open of gesloten zijn. Een open peergroup stelt zich open voor de buitenwereld. De leden worden geholpen in hun zoektocht naar hun identiteit (bij jongeren). Een gesloten peergroup sluit zich af van de buitenwereld. De eigen persoonsgroei wordt beknot. Niet zomaar iedereen kan hierbij horen, de leden moeten zich onderwerpen aan de normen en waarden van de groep.
In een aantal ontwikkelingspsychologische theorieën wordt de peergroup een belangrijke functie toegekend in de ontwikkeling van jonge mensen (met name pubers en adolescenten). Zo zou de peergroup als primaire groep functioneren en de jongeren socialiseren in bepaalde milieus.